# عبد الباقي حقاني
عبد الباقي حقاني بشير محمد (بالبشتوية: عبد الباقی حقانی)‏؛ (ولد ق. 1961) سياسي أفغاني وعضو بارز في حركة طالبان. أصبح بالإنابة وزير التعليم العالي لإمارة أفغانستان الإسلامية بعد تسليم كابل في أغسطس 2021.
خلال حكم إمارة أفغانستان الإسلامية (1996-2001)، شغل عبد الباقي مناصب حاكم مقاطعات خوست وبكتيكا ونائب وزير الإعلام والثقافة، وعمل في إدارة القنصلية بوزارة الخارجية. وفي عام 2012 أدرجه الاتحاد الأوروبي على قائمة العقوبات على أساس دوره الإداري في الإمارة الإسلامية، وأنشطته العسكرية المناهضة للحكومة في عام 2003، و«تنظيمه أنشطة مسلحة» في عام 2009.
وفي أغسطس 2021، بعد تسليم كابل، أصبح عبد الباقي وزير التعليم العالي بالوكالة. وذكر أن للمرأة الحق في الدراسة لكن الطالبات يدرسن في فصول غير مختلطة.